# Ексуден
Ексуден (фр. Exoudun) насеље је и општина у западној Француској у региону Поату-Шарант, у департману Де Севр која припада префектури Ниор.
По подацима из 2011. године у општини је живело 605 становника, а густина насељености је износила 23,31 становника/km². Општина се простире на површини од 25,95 km². Налази се на средњој надморској висини од 180 метара (максималној 188 m, а минималној 80 m).

## Демографија
| 1962. | 1968. | 1975. | 1982. | 1990. | 1999. | 2011. |
| ----- | ----- | ----- | ----- | ----- | ----- | ----- |
| 921   | 966   | 803   | 740   | 664   | 616   | 605   |

График промене броја становника у току последњих година